# John Hopkinson
John Hopkinson FRS (Manchester, 27 de julho de 1849 — Val d'Hérens, 27 de agosto de 1898) foi um físico britânico.